# Barraquito
Il barraquito è una bevanda spagnola diffusa nelle Canarie.  Ne esistono diverse varianti, la più tipica delle quali è a base di caffè, latte, latte condensato liquore (solitamente Licor 43), cannella e scorza di limone.

## Etimologia e storia
Si pensa che il barraquito prenda il nome da Sebastian Rubio, soprannominato Barraco, che era solito ordinarlo nel Bar Imperial di Tenerife.
Divenuto oggi la bevanda più popolare di Tenerife, il barraquito viene spesso consumato al mattino oppure come dessert.